# Sing (2016)
Sing ist ein US-amerikanischer Computeranimationsfilm von Garth Jennings. Der Film wurde von Illumination Entertainment produziert und von Universal Pictures vertrieben. Der Film feierte am 11. September 2016 im Rahmen des Toronto International Film Festivals seine Premiere.

## Handlung
In einer von anthropomorphen Tieren bevölkerten Welt muss der Koala Buster Moon hart um das Überleben seines Theaters kämpfen. Um eine Schließung zu verhindern, versucht er, mit der Veranstaltung eines Gesangswettbewerbs Geld zu verdienen. Der Sieger soll 1.000 Dollar erhalten, doch Busters Assistentin Matilda Crawly schreibt aufgrund eines Missgeschicks ein Preisgeld von 100.000 Dollar auf die Flugblätter, die durch einen Windstoß über die ganze Stadt verteilt werden.
Am Tag des Vorsingens stehen viel mehr Interessierte vor dem Moon-Theater als erwartet, so auch die gestresste Haussau Rosita, die von ihrem Ehemann Norman mit der Erziehung ihrer 25 Kinder alleine gelassen wird, die überhebliche und spielsüchtige weiße Maus Mike, das Punk-Rock singende Stachelschweinmädchen Ash, welche Beziehungsprobleme mit ihrem Freund Lance hat und ein Gorilla namens Johnny, der lieber singen möchte, als in die Fußstapfen seines kriminellen Vaters zu treten. Alle haben sie das Flugblatt in die Hände bekommen und träumen davon, den Wettbewerb zu gewinnen. Rosita soll in einem Duett mit ihrem Gesangspartner Gunter auftreten, der aber besser tanzen als singen kann. Das schüchterne Elefantenmädchen namens Meena, das eigentlich beim Vorsingen versagt hatte, bekommt unerwartet doch noch einen Job in der Show und bedient die Bühnentechnik des Theaters.
Als Buster vom Tippfehler erfährt, den Miss Crawly gemacht hat, und auch eine Mitarbeiterin der Bank auf die umgehende Zahlung der ausstehenden Schulden drängt, muss sich der Koala etwas Neues überlegen. Er überrumpelt seinen besten Freund, das Schaf Eddie, und stellt seine Idee von der Show dessen schwerreicher Großmutter Nana Noodleman vor, die selbst einmal eine große Sängerin war und auch am Vorgänger des Moon-Theaters aufgetreten war. Buster hofft, dass ihm die Diva dann aus seiner finanziellen Notlage hilft. Auch wenn sie von Busters Idee nicht wirklich begeistert ist, sagt sie zu, eine Vorstellung vor der eigentlichen großen Show zu besuchen.
Alle bereiten sich auf diese Gelegenheit vor, ihr Talent unter Beweis zu stellen, und Buster überlegt sich eine spektakuläre Besonderheit auf der Bühne. Er baut ein riesiges Aquarium, in dem fluoreszierende Tintenfische schwimmen sollen, das die Bühne von hinten beleuchtet. Als Miss Noodleman zur Vorstellung kommt, scheint zuerst alles gut zu laufen, doch dann springt die Glasfront des Aquariums, und das Theater wird durch die entstehende Flutwelle völlig zerstört, nachdem glücklicherweise zuvor alle Tiere aus dem Gebäude gespült wurden.
Die Medien sprechen von einem Fiasko, an dem Buster Schuld ist. Die Bank nimmt ihm das Theater weg, und der Koala, der bei Eddie untergekommen ist, stürzt in eine schwere Krise. Aber auch seine vielversprechenden Sänger, die glauben, ihre Gesangskarriere sei nun beendet, spüren nach dem plötzlichen Ende der Castingshow eine Leere in ihrem Leben. Buster lässt sich zwar von ihrem aufmunternden Besuch nicht aus seiner Depression holen, doch als er Meena erstmals singen hört, kehrt seine Begeisterung für die Show zurück. Er will in den Ruinen seines Theaters eine Open-Air-Show veranstalten, bei denen alle zeigen sollen, was sie können. Eine behelfsmäßige Bühne wird gebaut, und die Veranstaltung, die auch das Fernsehen überträgt, wird ein voller Erfolg. Miss Noodleman kauft das Grundstück von der Bank zurück und lässt das Theater neu errichten, das bald seine Wiedereröffnung feiert.

## Produktion

### Synchronisation
Matthew McConaughey leiht im englischsprachigen Film dem Koala Buster Moon seine Stimme, John C. Reilly dem Suffolk-Schaf Eddie, Reese Witherspoon spricht die Hausschweindame Rosita, Nick Offerman ihren leicht trotteligen Ehemann und Nick Kroll ihren Tanz- und Gesangspartner Gunter, der im Originalfilm einen starken deutschen Akzent hat. Seth MacFarlane leiht der Maus Mike seine Stimme, die versucht wie Frank Sinatra zu singen und sich auch so fühlt und daher etwas überheblich wirkt. Scarlett Johansson spricht die Stachelschweindame Ashley, die zuvor in einer Alternative-Rock-Band gesungen hatte, Beck Bennett ihren Liebhaber, Tori Kelly spricht das schüchterne Elefantenmädchen Meena, das von Lampenfieber geplagt ist, Leslie Jones seine Mutter, und Taron Egerton ist in der Rolle von Johnny, dem englischen Gorilla zu hören, dessen Vater (gesprochen von Peter Serafinowicz) sein Vorhaben Sänger zu werden nicht unterstützt, sondern eine kriminelle Karriere für ihn vorgesehen hat. Der Regisseur und Drehbuchautor Garth Jennings ist als Matilda Crawly zu hören, eine alte grüne Leguan-Dame, die als Busters Assistentin arbeitet und dem Gorilla Johnny Klavierstunden gibt. Jennifer Saunders leiht Miss Nana Noodleman ihre Stimme.

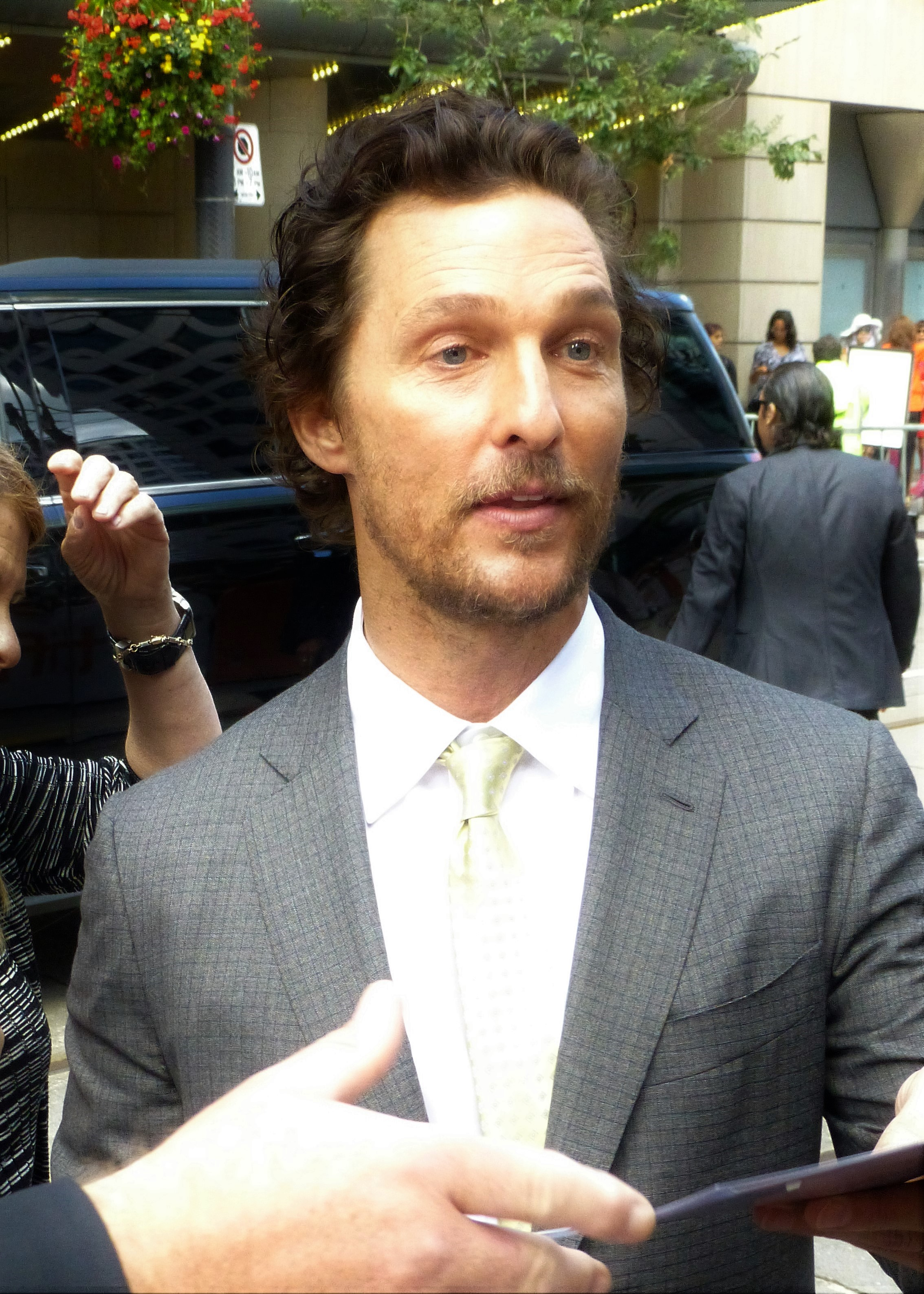
Matthew McConaughey spricht Buster Moon
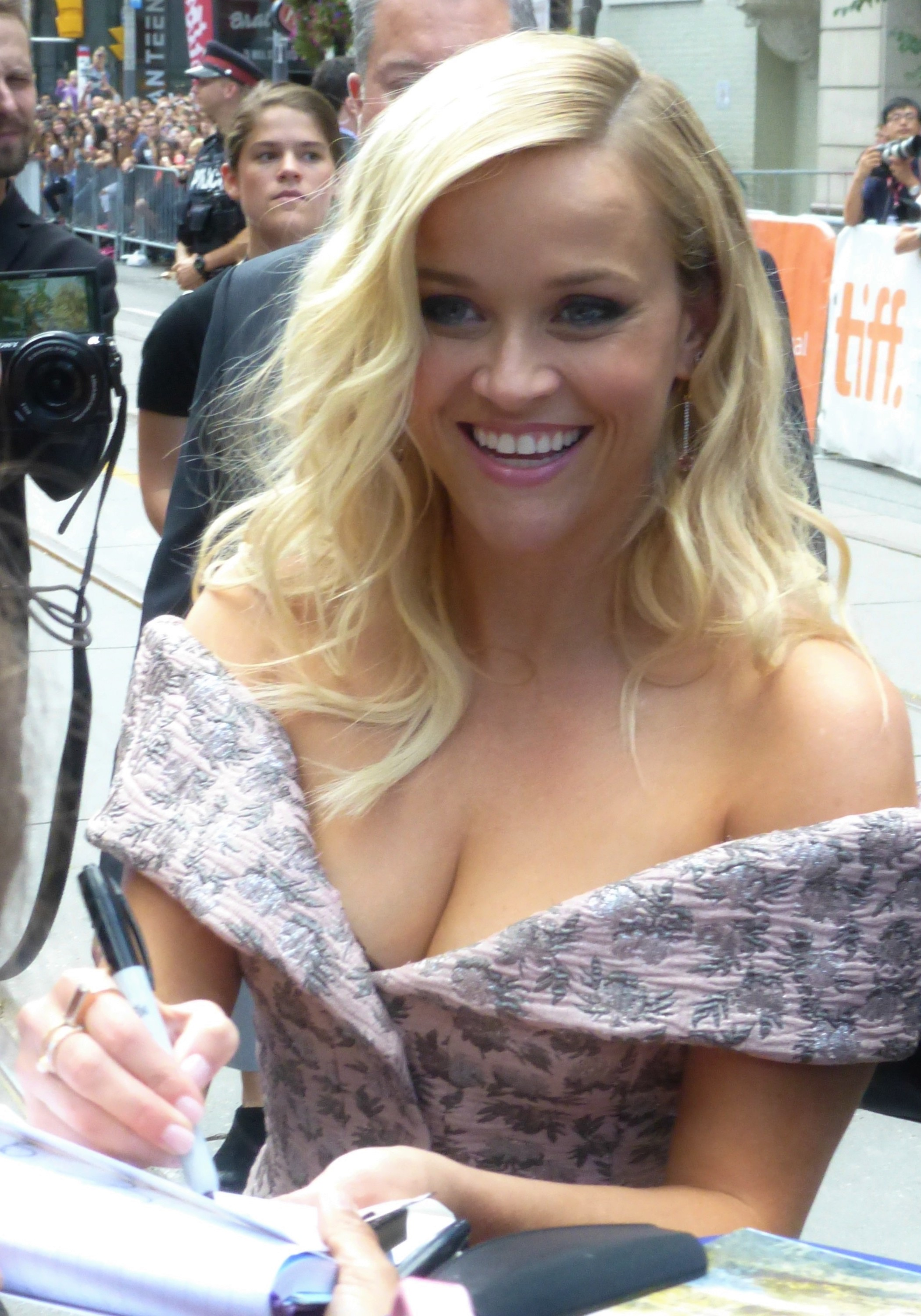
Reese Witherspoon spricht Rosita
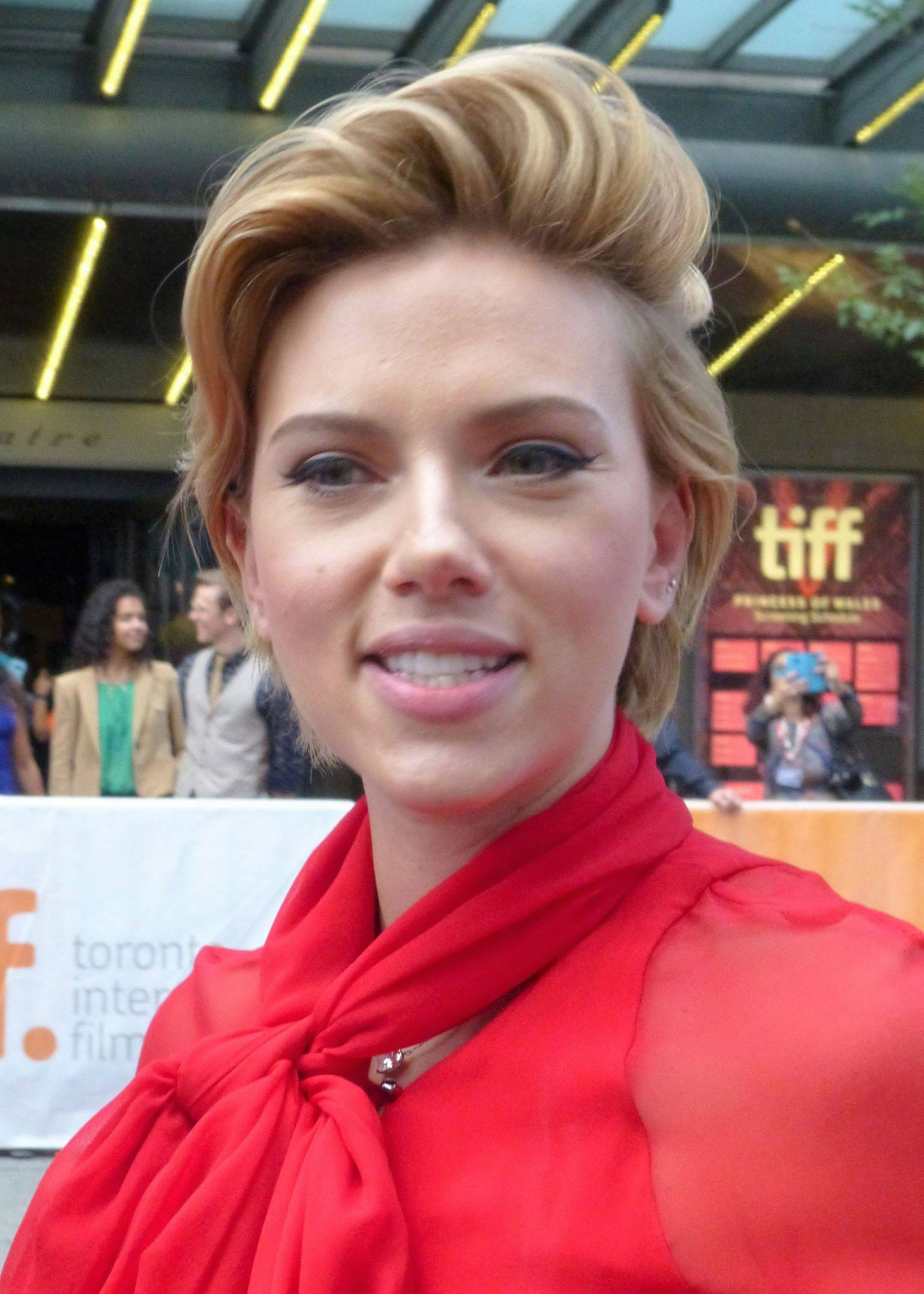
Scarlett Johansson spricht Ashley
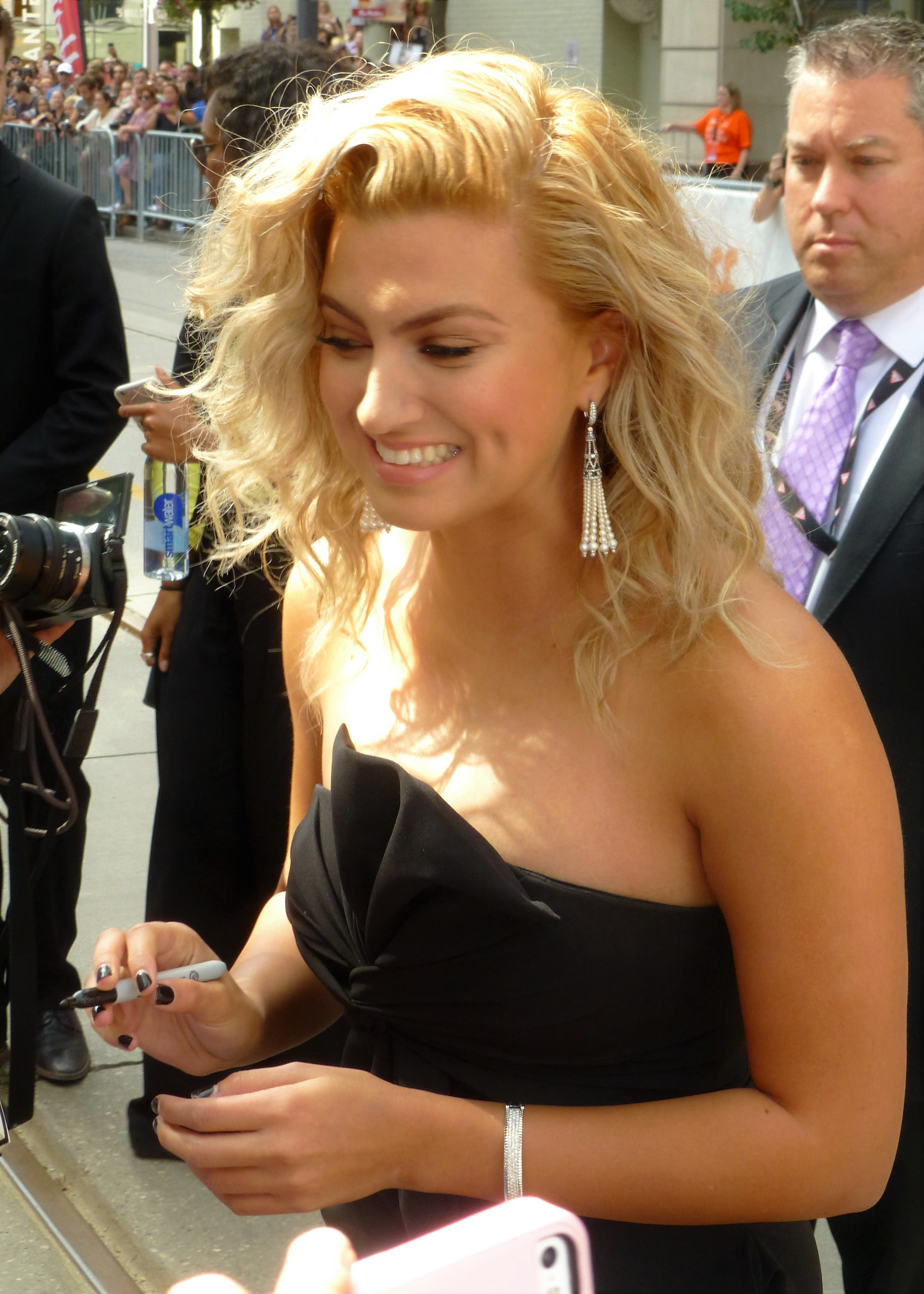
Tori Kelly spricht die Elefantin Meena
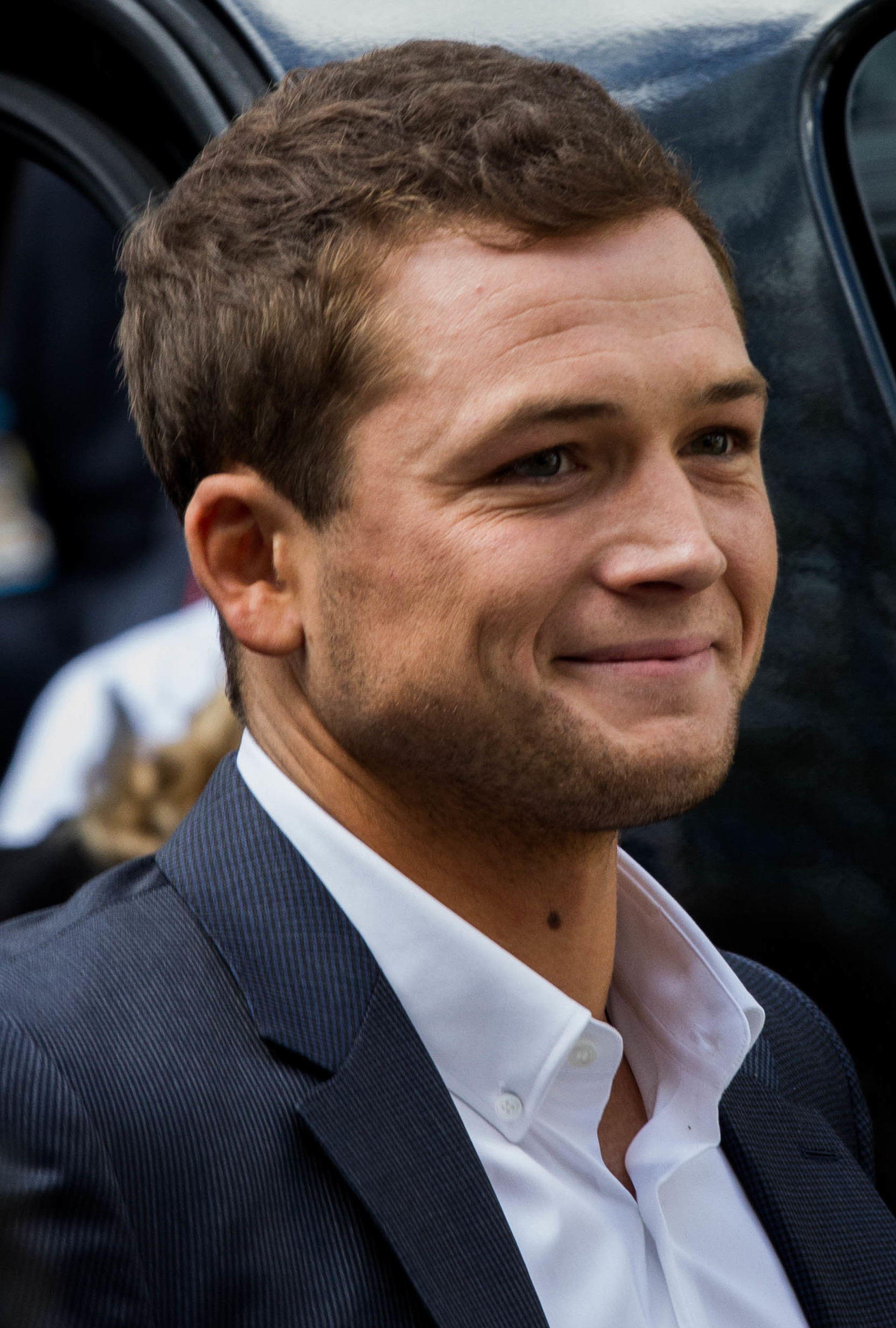
Taron Egerton spricht den Gorilla Johnny
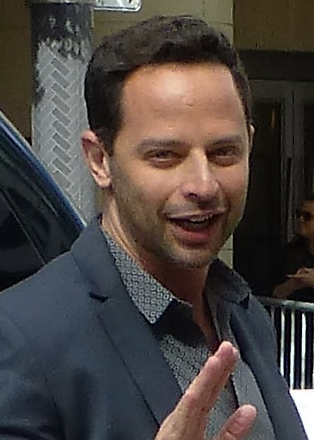
Nick Kroll spricht das Hausschwein Gunter

Die Synchronisation wurde von der FFS Film- & Fernseh-Synchron GmbH in Berlin in Auftrag gegeben. Für Dialogbuch und -regie war Nana Spier verantwortlich.
| Rollenname                                | Englischer Sprecher                            | Deutscher Sprecher                             | Tierart                     |
| ----------------------------------------- | ---------------------------------------------- | ---------------------------------------------- | --------------------------- |
| Buster Moon                               | Matthew McConaughey                            | Daniel Hartwich                                | Koala                       |
| Rosita                                    | Reese Witherspoon                              | Alexandra Maria Lara                           | Hausschwein                 |
| Mike                                      | Seth MacFarlane                                | Klaas Heufer-Umlauf                            | Maus                        |
| Ashley                                    | Scarlett Johansson                             | Stefanie Kloß                                  | Gewöhnliches Stachelschwein |
| Eddie Noodleman                           | John C. Reilly                                 | Olli Schulz                                    | Suffolk-Schaf               |
| Meena                                     | Tori Kelly                                     | Maximiliane Häcke                              | Indischer Elefant           |
| Johnny                                    | Taron Egerton                                  | Patrick Baehr                                  | Berggorilla                 |
| Gunter                                    | Nick Kroll                                     | Christian Gaul                                 | Hausschwein                 |
| Norman                                    | Nick Offerman                                  | Olaf Reichmann                                 | Hausschwein                 |
| Karen Crawly (engl.) Matilda Crawly (dt.) | Garth Jennings                                 | Katharina Thalbach                             | Grüner Leguan               |
| Big Daddy                                 | Peter Serafinowicz                             | Tilo Schmitz                                   | Berggorilla                 |
| Nana Noodleman                            | Jennifer Saunders (alt) Jennifer Hudson (jung) | Iris Berben (alt)                              | Suffolk-Schaf               |
| Lance                                     | Beck Bennett                                   | inscope21                                      | Gewöhnliches Stachelschwein |
| Meenas Mutter                             | Leslie Jones                                   |                                                | Indischer Elefant           |
| Meenas Großvater                          | Jay Pharoah                                    |                                                | Indischer Elefant           |
| Meenas Großmutter                         | Laraine Newman                                 |                                                | Indischer Elefant           |
| Judith                                    | Rhea Perlman                                   | Heike Schroetter                               | Lama                        |
| Die drei Frösche                          |                                                | Prince Damien, Luca Hänni und Lukas Pratschker | Frösche                     |
| Boss Bear                                 |                                                | Waléra Kanischtscheff                          | Bär                         |

### Filmmusik
Die Filmmusik komponierte Joby Talbot. Der Soundtrack zum Film, der mit einer Version von Golden Slumbers beginnt und endet, wurde am 9. Dezember 2016 veröffentlicht. Vorab wurde Anfang November 2016 von Republic Records das von Stevie Wonder und Ariana Grande gesungene Lied Faith veröffentlicht, Ende November das von Scarlett Johansson gesungene Lied Set It All Free.
Im Dezember 2016 wurde der Soundtrack als Anwärter bei der Oscarverleihung 2017 in der Kategorie Beste Filmmusik in die Kandidatenliste (Longlist) aufgenommen, aus denen die Mitglieder der Akademie die offiziellen Nominierungen bestimmen. Die auf dem Soundtrack enthaltenen Lieder Faith und Set It All Free wurden in die Longlist für den Besten Filmsong aufgenommen.

### Veröffentlichung
Der Film feierte am 11. September 2016 im Rahmen des Toronto International Film Festivals seine Premiere. Im Oktober 2016 waren Fotos veröffentlicht worden, auf denen die im Film vorkommenden Figuren gemeinsam mit ihren jeweiligen Sprechern zu sehen sind. Am 27. November 2016 feierte der Film in Köln seine Europapremiere. Am 8. Dezember 2016 kam der Film in die deutschen Kinos und am 21. Dezember 2016 in die US-amerikanischen Kinos. Am 6. April 2017 erschien der Film auf DVD, Blu-Ray und 4K-UHD.

## Rezeption

### Altersfreigabe
In Deutschland wurde der Film von der FSK ohne Altersbeschränkung freigegeben. In der Freigabebescheinigung heißt es: „Der Film hat eine heitere Grundstimmung, die Figuren sind freundlich und positiv gezeichnet. Vereinzelt gibt es rasante Spannungs- und Actionszenen, die aber stets von ruhigen und heiteren Passagen ausgeglichen werden. Kurze Auftritte einer kriminellen Gorillabande und einiger Mafia-Bären entwickeln durch die leichte und fröhliche Gesamtstimmung keine nachhaltige Wirkung.“

### Kritiken
Der Film konnte bislang 71 Prozent der Kritiker bei Rotten Tomatoes überzeugen. Im Konsens heißt es dort: „Sing bietet farbenfroh animierte und fröhliche Unterhaltung mit solidem Gesang und einer warmherzigen – wenn auch vertrauten –  Handlung, die ihrem Titel gerecht wird.“
Zur musikalischen Bandbreite, die der Film bereithält, erklärt vienna.at, unter den rund 60 Songs, von Elton John, von den Beatles und Queen bis hin zu Taylor Swift, Carly Rae Jepsen und Sam Smith sei für Eltern und Kinder gleichermaßen etwas dabei. Zur Einbindung in den Film und zur Darbietung der Musikstücke meint Günter H. Jekubzik von der Augsburger Allgemeinen: „All diese kleinen privaten Dramen und der große Kampf ums alte Musiktheater bieten reichlich Handlung im Wechsel mit dem Originalgesang von US-Stars wie Matthew McConaughey, Reese Witherspoon und Scarlett Johansson. Rasende Animationsflüge erhöhen das Tempo, aber zum Glück nimmt sich das konventionelle Finale Zeit für ganze Songs und runde Auflösungen aller Geschichten der kunterbunten Tiercharaktere.“
Der Filmkritiker Wolfgang M. Schmitt übte auf seinem Kanal „Die Filmanalyse“ scharfe Kritik an Sing. Der Film würde das Konzept der App TikTok kopieren. Sowohl TikTok als auch Sing seien Ausdruck einer Gesellschaft, die zunehmende Konzentrationsprobleme habe. Kinder müssten vor diesem Konzept geschützt werden. Schmitt verglich das Konzept von Sing mit Fast Food – beides sei extrem ungesund für Kinder.

### Einspielergebnis
In Frankreich, Spanien, Portugal, Australien und Japan landete der Film nach seinem Start auf Platz 1 der Kino-Charts. Die weltweiten Einnahmen des Films belaufen sich auf 634,2 Millionen US-Dollar, wodurch sich der Film auf Platz 137 der weltweit erfolgreichsten Filme aller Zeiten befindet. In den deutschen Kinos konnte der Film bislang 2.475.963 Besucher verzeichnen und befindet sich damit auf Platz 10 der im Jahr 2016 gestarteten Filme (Stand 13. August 2017).

### Auszeichnungen
Annie Awards 2016
- Nominierung in der Kategorie Music in an Animated Feature Production[19]

Golden Globe Awards 2017
- Nominierung als Bester Animationsfilm
- Nominierung als Bester Filmsong (Faith – Ryan Tedder, Stevie Wonder und Francis Farewell Starlite)[20]

Hollywood Music In Media Awards 2016
- Auszeichnung für das Beste musikalische Gesamtkonzept – Film (Jojo Villanueva)[21]
- Nominierung als Bester Song – Animationsfilm (Faith, gesungen von Stevie Wonder und Ariana Grande)[22]

Kids’ Choice Awards 2017
- Nominierung als Lieblings-Animationsfilm

Saturn Awards 2017
- Nominierung als Bester Animationsfilm[23]

Teen Choice Awards 2017
- Nominierung in der Kategorie Choice Comedy Movie Actress (Tori Kelly)[24]

## Fortsetzung
Eine Fortsetzung zum Film mit dem Titel Sing – Die Show deines Lebens startete nach mehrmaliger Verschiebung am 20. Januar 2022 in den deutschen Kinos.